# Balvi
Balvi (dt.: Bolwen, russisch: Боловск) ist eine 226 km von Riga (lettisch: Rīga) entfernt gelegene kleine Stadt in der Region Lettgallen (lettisch: Latgale) im östlichen Lettland.

## Geschichte
Balvi wurde 1224 erstmals als Teil des Bistums Riga erwähnt. Der Name leitet sich von Fluss und See „Bolupīte“ ab.
Im Jahre 1551 wurde das Land um den Balvisee vom damaligen Rigaer Erzbischof Wilhelm von Brandenburg an den Ritter Meißner verpachtet.
In der Zeit zwischen 1562 und 1772 kam die Region unter litauisch-polnische Herrschaft. Im Jahre 1765 wurden auf dem Anwesen der polnischen Adligen Konstancija Hilsena eine kleine Holzkirche und ein Herrschaftshaus errichtet. Als Lettgallen unter russische Hoheit kam, wurde das Anwesen durch Katharina die Große auf die Familie Yelagin übertragen. Die Familie Horozhinsky erwarb es 1806, die deutschbaltische Familie Transehe-Roseneck 1876.
Im Jahre 1916 wurde hier die „Rigaer Lettische Gesellschaft“ gegründet. Die erste Lettgallische Handelsschule wurde hier im Jahre 1917 gegründet.
Nachdem Balvi im Lettischen Unabhängigkeitskrieg Ende 1918 durch bolschewistische Truppen besetzt worden war, gründete sich dort am 5. Juli 1919 in Balvi das „Lettgallische Partisanenregiment“. Seit 1938 erinnert ein Denkmal an die Partisanen, die 1919 und 1920 für die lettische Freiheit kämpften. Während der Offensive, durch die Lettgallen im Januar 1920 befreit und die Truppen Sowjetrusslands vertrieben wurden, war in Balvi das Hauptquartier der Division „Latgale“ der lettischen Armee untergebracht.
Nachdem im Jahre 1925 die Region „Neulettgallen“ (lett: Jaunlatgale) gegründet worden war, wurde aus dem Gut Balvi im Jahre 1926 das Dorf Balvi und die Dorfstraßen erhielten erstmals Straßennamen. Das Dorf erlangte 1928 Stadtrechte. Damit war Balvi die erste Stadt in Neulettgallen.
Im Jahre 1929 fand in Balvi das Nordlettgallische Sängerfest statt. Im Jahre 1936 folgte das Neulettgallische Sängerfest.
Das Wappen der Stadt wurde im Jahre 1938 angenommen.
Ab dem 17. Juli 1940 wurde Balvi von der Roten Armee besetzt. Am 14. Juni 1941 fanden in Balvi, wie auch im gesamten Lettland, Massendeportationen unter russischem Kommando statt. Am 2. Juli 1941 wurde Balvi dann von der deutschen Wehrmacht eingenommen.
Viele Juden der Stadt, die vor dem Zweiten Weltkrieg etwa 19 % der Einwohnerschaft stellten, wurden unter der Schreckensherrschaft Walter Stahleckers im August 1941 umgebracht. Die zurückweichenden Deutschen brannten Balvi 1944 fast vollständig nieder. Nach 1945 wurde die Stadt dann nach sowjetischen Plänen wieder aufgebaut.
1948 war Balvi Veranstaltungsort des ersten Sängerfests nach dem Zweiten Weltkrieg. Balvi war auch ein Mittelpunkt der singenden Revolution im Jahre 1988 und spielt heute eine wichtige Rolle in der Bewahrung der lettgallischen Kultur.

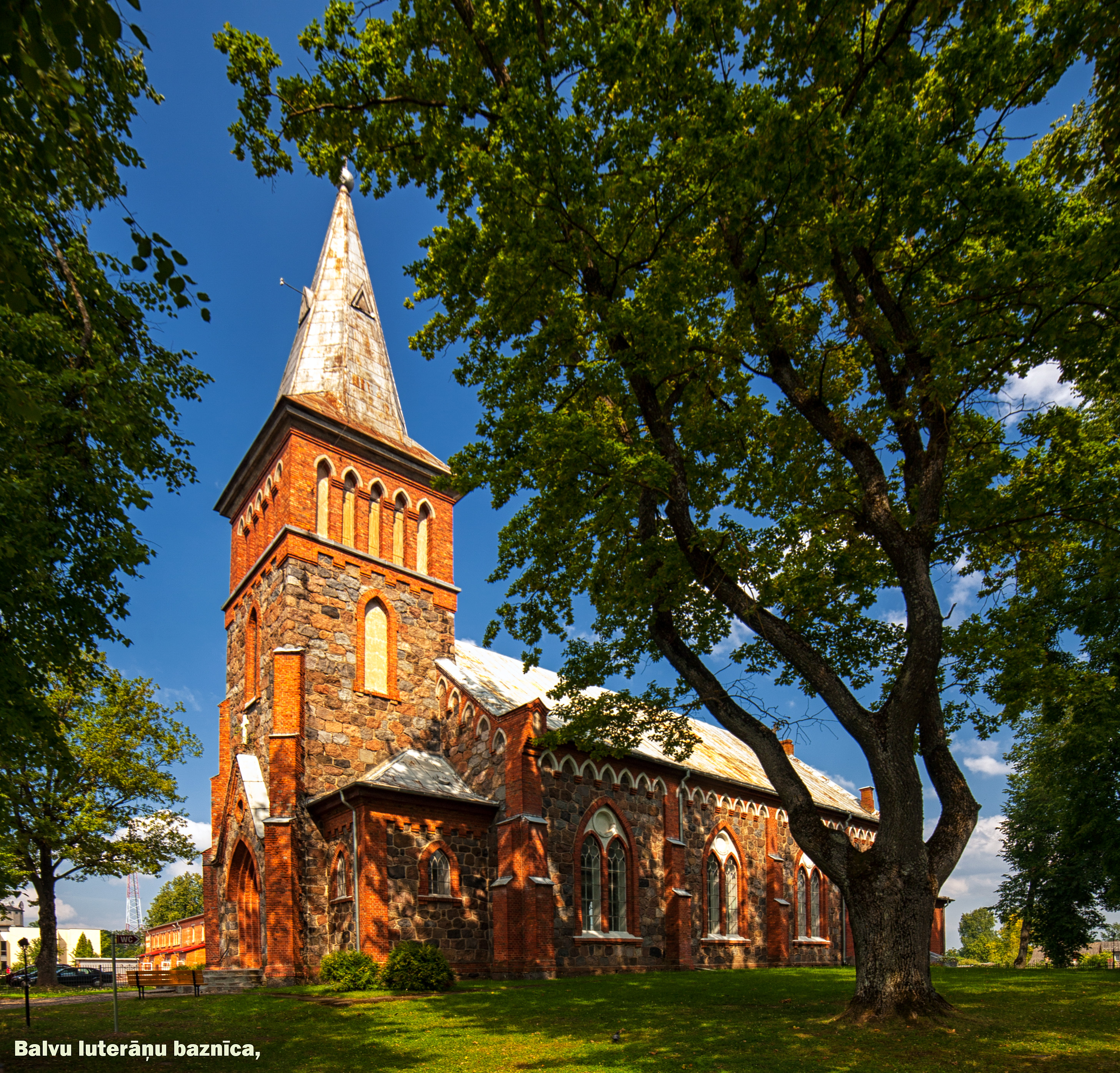
Lutherische Kirche zu Balvi, 1915 geweiht
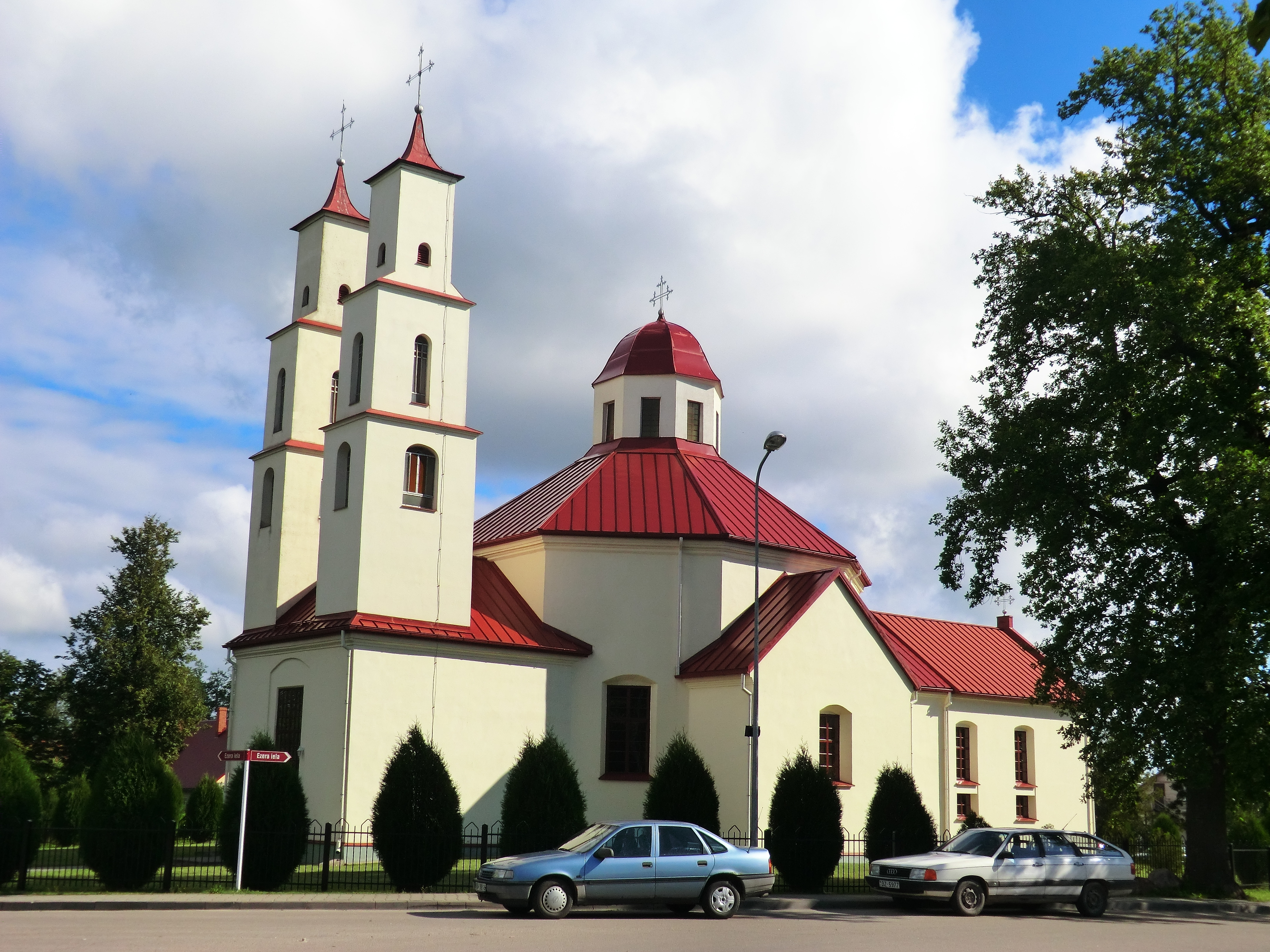
Katholische Dreifaltigkeitskirche in Balvi, geweiht 1797
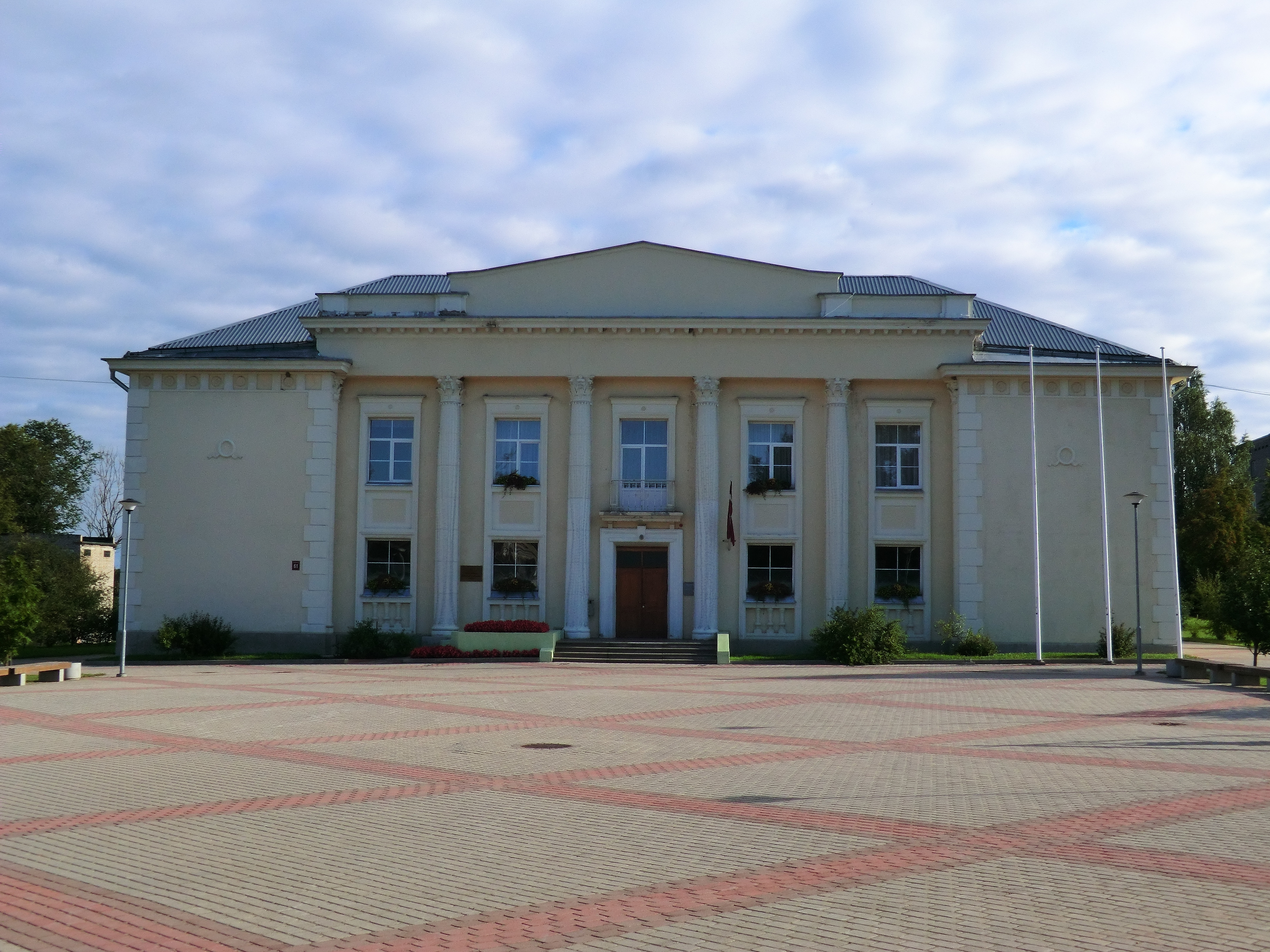
Haus der Kultur in Balvi, erbaut 1954
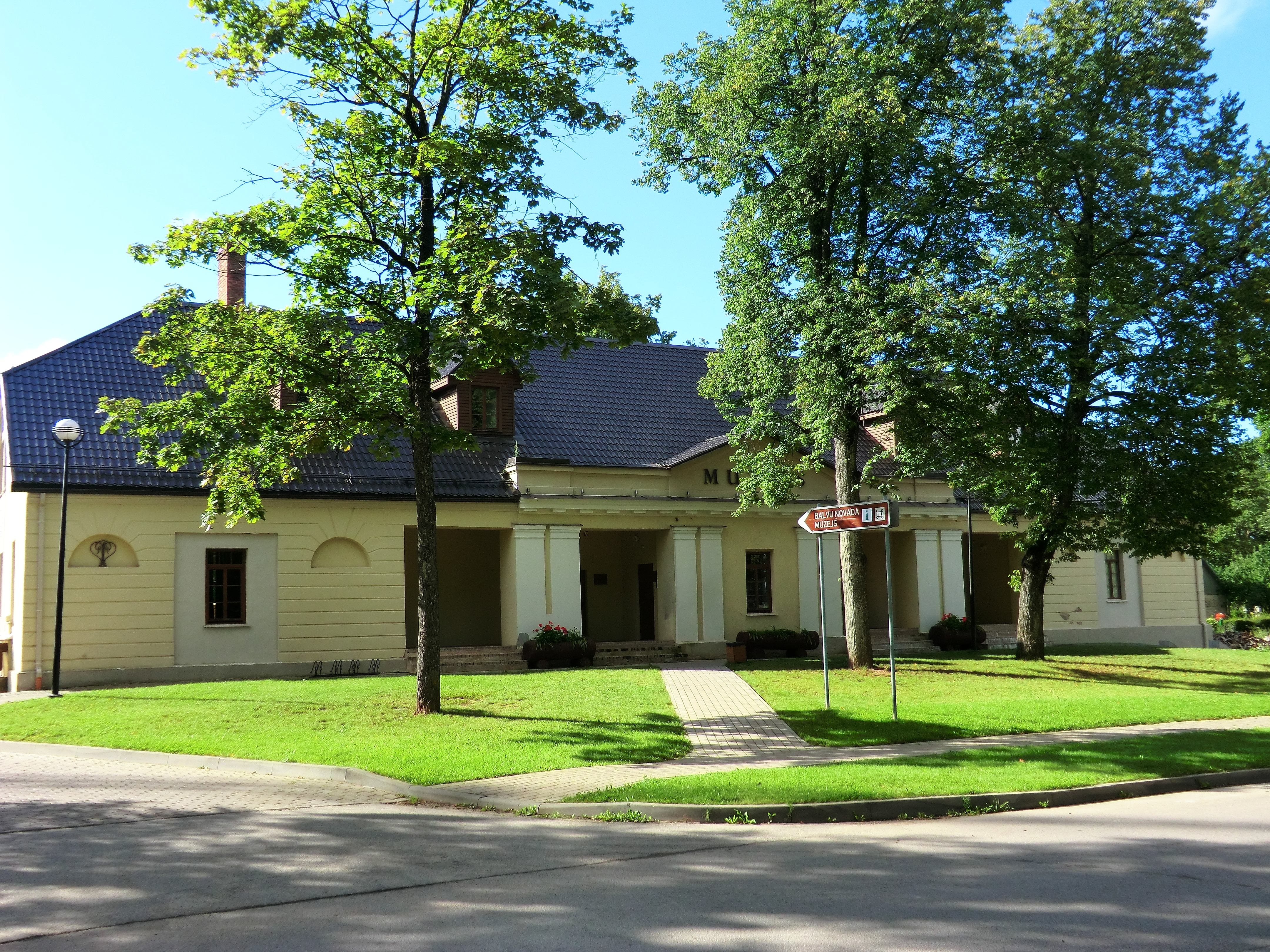
Museum von Balvi in der rekonstruierten Scheune des Herrenhauses
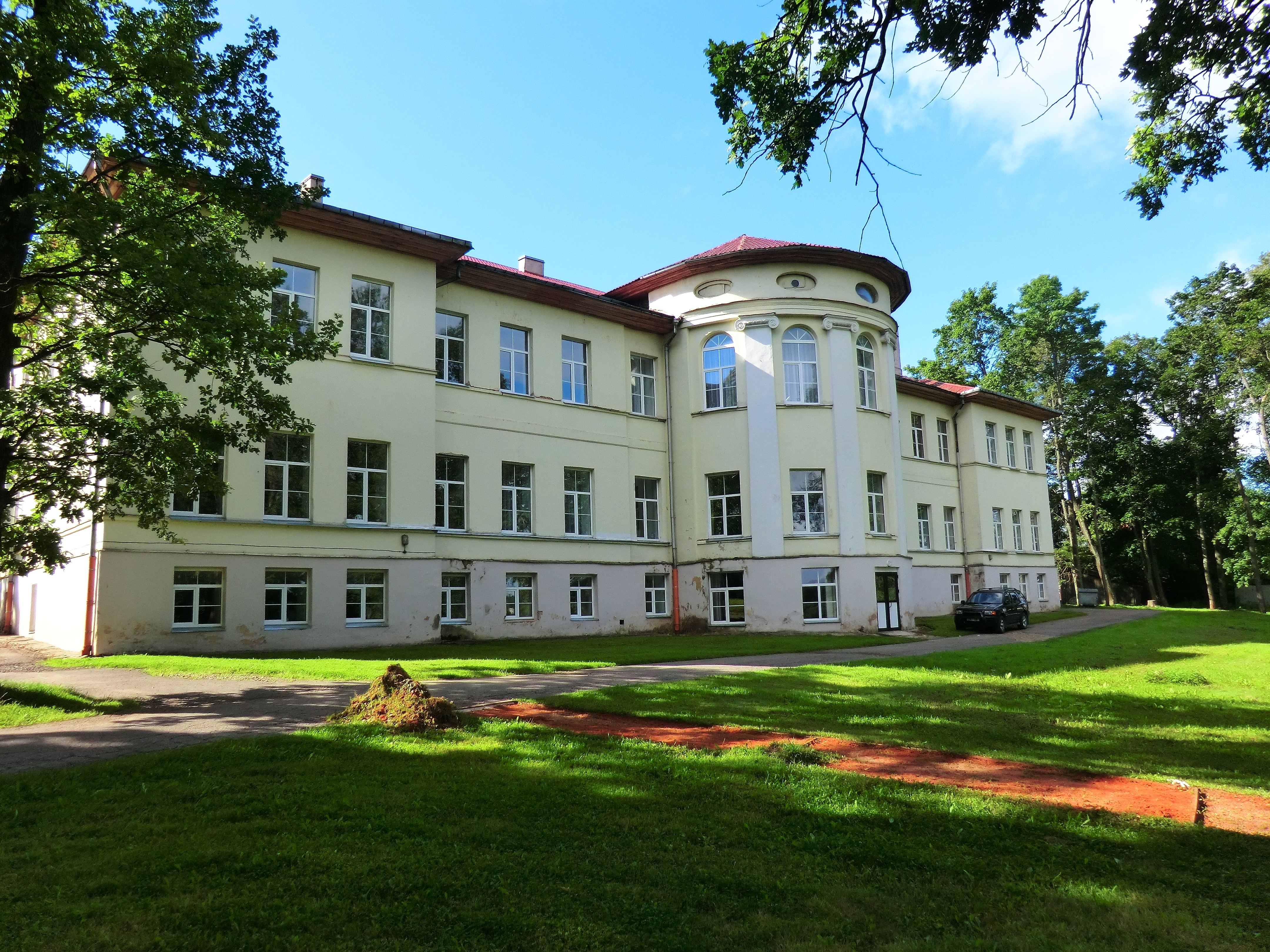
Herrenhaus Balvi
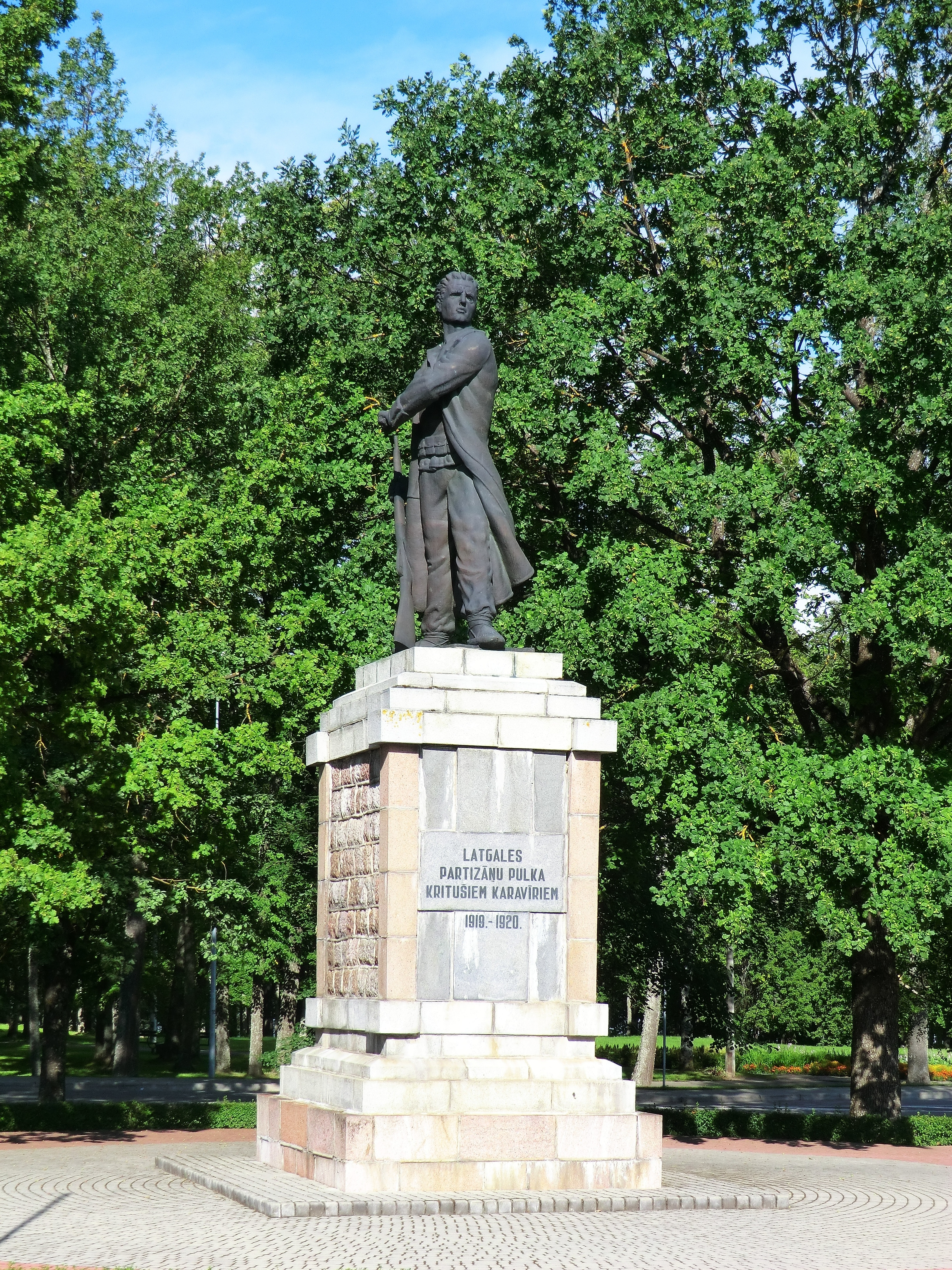
Denkmal für die Partisanen von 1919/1920
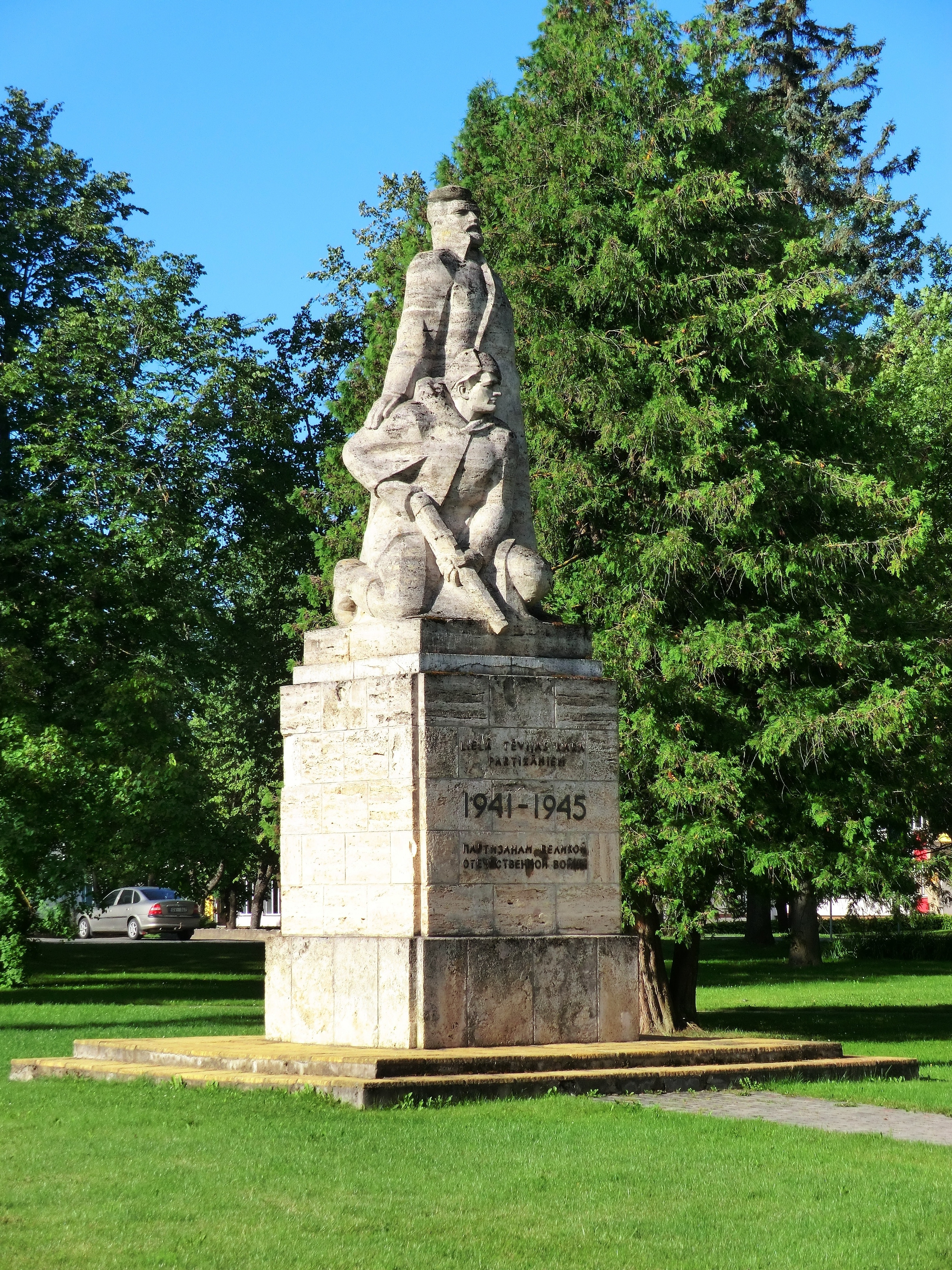
Denkmal für die Partisanen von 1941 bis 1945

## Bezirk Balvi
Der Bezirk Balvi (lettisch: Balvu novads) entstand 2009 durch den Zusammenschluss mit zehn umliegenden Gemeinden. 2010 waren 15.597 Einwohner gemeldet (siehe auch: Verwaltungsgliederung Lettlands).

## Söhne und Töchter (Auswahl)
- Jānis Bordāns (* 1967), lettischer Politiker und Rechtsanwalt
- Imants Ziediņš (* 1969), lettischer Generalmajor
- Arvis Vilkaste (* 1989), lettischer Bobsportler und Olympiasieger